# Idiocera persimplex
Idiocera persimplex är en tvåvingeart som först beskrevs av Alexander 1969.  Idiocera persimplex ingår i släktet Idiocera och familjen småharkrankar. Inga underarter finns listade i Catalogue of Life.